# Pascal Decroos
Pascal Decroos (Oostende, 20 april 1964 - Brussel, 2 december 1997) was een Belgische journalist die bekend werd door geëngageerde documentaires en onderzoeksjournalistiek.
Journalismfund.eu vzw, ook gekend als het Fonds Pascal Decroos voor Bijzondere Journalistiek, werd na zijn dood opgericht met als doel de herinnering aan Pascal Decroos levend te houden en kwaliteits- en onderzoeksjournalistiek in Vlaanderen en daarbuiten te ondersteunen.

## Biografie
Op 20 april 1964 werd hij geboren in Oostende. Na middelbare studies in het Brugse Sint-Lodewijkscollege ging hij 2 jaar rechten studeren aan de KULAK in Kortrijk. In 1985 trok hij naar Brussel om filmregie te studeren aan het HRITCS. In 1989 werd hij de eerste werknemer van Paul Jambers en werkte mee aan reportages voor Telefacts. In 1990 werd hij zelfstandig. Hij ging freelance filmen voor het programma Het ei van Christoffels op TV1 en reportages maken voor de TV1 uitzending NV De Wereld.
In 1993 startte hij met Ludo Poppe het productiehuis Kanakna waarmee hij als undercoverjournalist de gevolgen van oorlog en uitbuiting in beeld bracht. In 1994 vertoonde NV De Wereld onder meer de reportage Het zwarte goud over arme families in goudmijnen in Burkina Faso en in 1995 De grens over het einde van vredevol samenleven in Bosnië. In 1996 vertoonde Panorama de reportage Press at war over de verhoogde risico's voor oorlogsverslaggevers  en in 1996 Bloed op het vlees over maffiapraktijken binnen de Europese vleesindustrie. In 1997 vertoonde De wereld is klein de reportage Het dienstmeisje van de diplomaat over Hanufa die als kind mishandeld werd door een Bengaalse diplomaat en op zoek gaat naar haar ouders in Bangladesh.
In de zomer van 1997 werkte Decroos mee aan de eerste Vlaamse docusoap: het ontroerende en aangrijpende Het leven zoals het is: camping. Zijn laatste project over het drama van de sluiting van Renault Vilvoorde bleef onafgewerkt omdat hij op 2 december 1997 overleed in een verkeersongeval.

## Erkenning
- 1998: oprichting van het Fonds Pascal Decroos voor Bijzondere Journalistiek[1]

- International Standard Name Identifier: 0000 0003 9335 3536
- Nederlandse Thesaurus van Auteursnamen: 141615206
- Virtual International Authority File: 287605303
- WorldCat: E39PBJc3MBCJRkvy4vyj97QQbd